# Corybas
Corybas es un género de orquídeas de hábitos epifitas o terrestres. Tiene 141 especies. Es originaria de las regiones tropicales y subtropicales de Asia y del Pacífico. Son pequeñas plantas, terrestres o epífitas, con flores discretas, que están ocultas entre el follaje, de manera que poco se las ve en la naturaleza.

## Taxonomía
El género fue descrito por Richard Anthony Salisbury  y publicado en The Paradisus Londinensis , ad pl. 83. 1807.
Etimología
Corybas: nombre genérico que hace referencia a los corybas, los bailarines de la diosa Cibeles.

## Distribución y hábitat
Por el gran número de especies, hay plantas adaptadas a los diferentes tipos de ambientes, pero la mayoría prefiere las zonas húmedas y sombreadas, por lo general en alturas moderadas o muy altas.  Se sabe que ocho especies prefieren las altas elevaciones, no hay registro de las especies que viven en torno a 3.600 metros. Son plantas anuales, que se secan durante la estación seca y que vuelven a brotar de nuevo durante la temporada más adecuada, que varía en función del clima de la región donde se encuentren. En algunas especies, se producen después de la fecundación de la flor, la inflorescencia vuelve a crecer de manera que en el momento en que las cápsulas maduras se abre, las semillas se propagan por un área más grande.

## Descripción
Coribas tiene muy pocas raíces, sustituidas por pares de pequeños tubérculos ovoides, los tallos son cortos y erectos con una sola hoja basal, herbácea, plana y lisa, la inflorescencia es pequeña y corto, con sólo un pequeño terminal de flores de color ligero, resupinada.

## Especies seleccionadas
| - Corybas abditas - Corybas abditus - Corybas abellianus - Corybas aberrans | - Corybas aconitiflorus - Corybas aconitifolius - Corybas acuminatus - Corybas acutus |